# Les Points de mire
Les Points de mire est une œuvre de Béatrice Casadesus. C'est l'une des œuvres d'art de la Défense, en France.

## Situation et accès
L'œuvre est située à l'intérieur du centre commercial Les Quatre Temps.

## Historique
L'œuvre est installée en 1981. Elle est déplacée en 2007 lors de la rénovation du centre commercial.

## Description
L'œuvre figure sur un façade en béton blanc moulé, constituée d'empreintes ponctuelles précises et espacées. L'ensemble de ces derniers forment une figure humaine.